# Giacimenti fossiliferi di Nardò
I giacimenti fossiliferi di Nardò, che prendono il nome dall'omonimo comune in provincia di Lecce, sono noti per i numerosissimi pesci fossili risalenti al Cretaceo superiore (circa 70 - 75 milioni di anni fa), tra i più antichi ritrovati in Puglia. Il grado di conservazione dei reperti fossili è spesso notevole. 

Una collezione di fauna marina rinvenuta nel corso delle campagne di scavo si trova oggi all'interno del Museo della Preistoria di Nardò.

Gli sforzi congiunti dello staff del Museo della Preistoria, del team di ricerca italo-canadese guidato dalla dott.ssa Ilaria Paparella, con il supporto del dott. Michael Caldwell dell’Università Alberta (Edmonton, Canada), della Soprintendenza Archeologia, Belle Arti e Paesaggio delle Provincie di Lecce, Brindisi e Taranto e delle autorità e comunità locali, hanno consentito di avviare nel 2019 un nuovo progetto di ricerca e valorizzazione dei fossili di Nardò con l’obiettivo di svelare la ricchezza di questo meraviglioso patrimonio scientifico e culturale.

## Stratigrafia
I fossili si rinvengono nella formazione geologica nota come calcare di Altamura. La sequenza stratigrafica è costituita da calcari intercalati da calcari dolomitici ed eccezionalmente da dolomie calcaree. I calcari sono in genere bioclastici, di colore chiaro o scuro. Nella stessa formazione sono compresi anche i calcari chiari sub cristallini o porcellanacei e calcari detritici o marnosi. La stratificazione è sempre evidente, e lo spessore degli strati varia da meno di dieci centimetri a oltre un metro. 
I calcari sono caratterizzati dalla presenza di resti fossili di rudiste, molluschi bivalvi vissuti nell’oceano Tetide tra il Giurassico e il Cretaceo. Questi organismi formavano delle imponenti scogliere che costituivano i margini di ampie lagune poste lungo il continente africano. Le numerose impronte di dinosauro ritrovate in diversi siti pugliesi indicano che questi bassi fondali protesi nella Tetide emersero di tanto in tanto costituendo un vero e proprio promontorio, o forse erano presenti vere e proprie isole.

## Località
I siti da cui provengono tutti gli esemplari di pesci fossili (oltre 1600) sono tre. Un primo sito si trova all’interno del Parco Naturale Regionale di Porto Selvaggio nei pressi di Torre dell'Alto; gli altri due siti sono in località Castello di Agnano e in contrada Donna Donata, in corrispondenza di cave destinate all’estrazione della roccia calcarea. In particolare, molti fossili sono stati ritrovati in una cava privata nella località Castello di Agnano (cava Marra).

## Fossili
Tutti i livelli di rinvenimento dei fossili sono stati attribuiti al Campaniano superiore – Maastrichtiano inferiore (circa 75 - 70 milioni di anni fa), grazie alla presenza di fossili guida come Quadrum trifidum, Quadrum goticum, Zygodicus anthoporus, Tranolithus orionatus, Prediscophera cretacea (Guidotti et al., 1993). La fauna ittica è costituita da condritti (razze e squali), ittiodectiformi, crossognatiformi, picnodontiformi, aspidorinchiformi, zeiformi, elopiformi, clupeiformi, gonorinchiformi, mictofiiformi, anguilliformi, bericiformi, perciformi e tetraodontiformi. 
Il maggior numero dei fossili di pesci riguarda fauna di tipo arcaico appartenente a ordini quali gonorinchiformi, elopiformi e clupeiformi; gli ordini più derivati, come zeiformi, berciformi e perciformi, sono invece presenti solo con pochi esemplari. L’ittiofauna ritrovata è caratterizzata dalla presenza di tipici predatori del Cretaceo (crossognatiformi, ittiodectiformi) ed è importante per la presenza delle più antiche forme di gasterosteiformi e di perciformi.
Oltre ai pesci, nei giacimenti di Nardò sono stati ritrovati anche resti di rettili marini, come tartarughe e Primitivus manduriensis, un dolicosauride. 

### Specie di pesci
- Tethybatis selachoides
- Italoclupea nolfi
- Lecceichthys wautyi
- Belonostomus marquesbritoi
- Nardodercetis vandawallei
- Caudadercetis bannikovi
- Pugliaclupea nolardi
- Saurodon elongatus
- Apuliadercetis tyleri
- Pseudopycnodus nardoensis
- Chanos sp.
- Johnsonperca annavaccarii
- Lissoberyx pugliensis
- Apulichthys gayeti
- Nardoclupea grandei
- Sorbininardus apuliensis
- Sardinioides frigoae
- Nardoechelys robinsi
- Zorzinperca weverberghi
- Nardoelops nybelini
- Ophidercetis italiensis
- Nardorex zorzini
- Sorbinicharax verraesi
- Nardonoides chardoni
- Aspesaipichthys cavaensis
- Nardoglossus sanctibernardini
- Lebonichthys nardoensis
- Leccedercetis longirostris
- Nardoichthys francisci
- Nardovelifer altipinnis
- Portoselvaggioclupea whiteheadi
- Arizaichthys adriaticus
- Bannikovperca apula
- Nardopiscis cavini
- Lecceclupea ehiravaensis
- Cretatriacanthus guidottii
- Gasterorhamphosus zuppichinii

### Specie di rettili
- Primitivus manduriensis